# Lepidopilum crassisetum
Lepidopilum crassisetum là một loài rêu trong họ Daltoniaceae. Loài này được R.S. Williams mô tả khoa học đầu tiên năm 1924.